# Medkowec (gmina)
Medkowec (bułg. Община Медковец)  − gmina w północno-zachodniej Bułgarii, w obwodzie Montana.

## Miejscowości
Miejscowości wchodzące w skład gminy Medkowec:
- Asparuchowo (bułg.: Aспарухово),
- Medkowec (bułg.: Медковец) – stolica gminy,
- Piszurka (bułg.: Пишурка),
- Rasowo (bułg.: Расово),
- Sliwowik (bułg.: Сливовик).